# Agnes von Zähringen
Agnes von Zähringen (* um 1158 in Urach; † 10. Mai 1239 ebenda) war eine Tochter Bertholds IV. und Heilwigs von Frohburg.
Agnes war (vor 1181) mit dem Grafen von Urach Egino IV. verheiratet. Aus dieser Ehe gingen vier namentlich bekannte Söhne und drei Töchter hervor:
- Konrad (* um 1180–1227), Kardinalbischof von Porto und päpstlicher Legat
- Egino V. von Urach = Egino I. (oder Egon) von Freiburg (* um 1185–1236/37), erster Graf von Freiburg
- Jolanthe (1188–1218) ⚭ Ulrich III. Graf von Neuenburg zu Nidau († 1225)
- Rudolf (1205–1260), Graf von Urach-Dettingen (zusammen mit Berthold Erbe der Uracher Stammgüter), ab 1254 Mönch in Bebenhausen
- Berthold von Urach (1207–1242), von 1207 bis 1221 Abt von Tennenbach, von 1221 bis 1230 Abt von Kloster Lützel und der Reichsabtei Salem
- Agnes ⚭ Heinrich I. von Baden († 13. Januar 1231), Markgraf von Hachberg
- Heilwig (* ?; † 1262) ⚭ Friedrich Graf von Pfirt-Altkirch (Comte de Ferrette)